# Motomondiale 1974
La stagione 1974 è stata la ventiseiesima del Motomondiale; si svolse su un calendario composto dagli stessi 12 gran premi dell'anno precedente ma nessuna classe gareggiò in più di 10 occasioni.

## Il contesto
Nessuna modifica venne inserita nei regolamenti tecnici, né ci furono modifiche sull'assegnazione e i conteggi dei punti in classifica.
L'avvenimento dell'inverno 1973-74 fu la rottura tra Giacomo Agostini e l'MV Agusta: il campionissimo italiano passò alla Yamaha. A sostituirlo sarà chiamato Gianfranco Bonera, che avrebbe dovuto correre per l'Harley-Davidson (al suo posto andrà Walter Villa, affiancato dal francese Michel Rougerie).
Secondo mondiale per Phil Read e la MV Agusta in 500, il diciassettesimo consecutivo ma anche l'ultimo per la Casa di Cascina Costa. "Ago", affiancato da Teuvo Länsivuori sulla OW23 quattro cilindri due tempi, fu tormentato da guasti e problemi meccanici vari (emblematico il "Nazioni", dove dovette lasciare la vittoria a Bonera, a causa dell'esaurimento della benzina), ed ebbe anche un incidente ad Anderstorp, che gli costò ogni speranza di titolo. L'italiano, in compenso, riuscì a vincere in 350, agevolato dall'abbandono della Casa di Cascina Costa.
Nella quarto di litro vittoria per Walter Villa e la Harley-Davidson HDB2 (costruita nell'ex reparto corse Aermacchi).
Altro titolo per Kent Andersson e la Yamaha in 125, davanti allo svizzero Kneubühler e alla Derbi di Ángel Nieto.
Altro titolo per la Kreidler, che continuò a dominare la 50, stavolta con l'olandese Henk van Kessel. Nei sidecar, Klaus Enders deve faticare moltissimo per conquistare il suo sesto titolo: il boxer BMW, infatti, soffre la concorrenza dei due tempi König e Crescent (entrambi di origine motonautica).
La sicurezza dei circuiti continuò ad essere un tema all'ordine del giorno: la gran parte dei piloti (con l'eccezione dei sidecar e di alcuni piloti privati tedeschi di secondo piano) boicottò il piovoso GP di Germania sul temibile circuito del Nürburgring.

## Il calendario
| Data Resoconto         | Gran Premio (Circuito)                | Vincitori            | Vincitori        | Vincitori         | Vincitori        | Vincitori         | Vincitori                          |
| Data Resoconto         | Gran Premio (Circuito)                | classe 50            | classe 125       | classe 250        | classe 350       | classe 500        | sidecar                            |
| 21 aprile Resoconto    | GP di Francia (Clermont-Ferrand)      | Henk van Kessel      | Kent Andersson   |                   | Giacomo Agostini | Phil Read         | Siegfried Schauzu Wolfgang Kalauch |
| 28 aprile Resoconto    | GP della Germania Ovest (Nürburgring) | Ingo Emmerich        | Fritz Reitmaier  | Helmut Kassner    | Helmut Kassner   | Edmund Czihak     | Werner Schwärzel Karl-Heinz Kleis  |
| 5 maggio Resoconto     | GP d'Austria (Salisburgo)             |                      | Kent Andersson   |                   | Giacomo Agostini | Giacomo Agostini  | Siegfried Schauzu Wolfgang Kalauch |
| 19 maggio Resoconto    | GP delle Nazioni (Imola)              | Henk van Kessel      | Ángel Nieto      | Walter Villa      | Giacomo Agostini | Gianfranco Bonera | Klaus Enders Ralf Engelhardt       |
| 5 giugno Resoconto     | Tourist Trophy (Mountain Circuit)     |                      | [ 2 ]            | Charlie Williams  | Tony Rutter      | Phil Carpenter    | Heinz Luthringshauser Hermann Hahn |
| 29 giugno Resoconto    | GP d'Olanda (Assen)                   | Herbert Rittberger   | Bruno Kneubühler | Walter Villa      | Giacomo Agostini | Giacomo Agostini  | Klaus Enders Ralf Engelhardt       |
| 7 luglio Resoconto     | GP del Belgio (Spa)                   | Gerhard Thurow       | Ángel Nieto      | Kent Andersson    |                  | Phil Read         | Rolf Steinhausen Josef Huber       |
| 20 luglio Resoconto    | GP di Svezia (Anderstorp)             | Henk van Kessel      | Kent Andersson   | Takazumi Katayama | Teuvo Länsivuori | Teuvo Länsivuori  |                                    |
| 28 luglio Resoconto    | GP di Finlandia (Imatra)              | Juliaan Vanzeebroeck |                  | Walter Villa      | John Dodds       | Phil Read         |                                    |
| 25 agosto Resoconto    | GP di Cecoslovacchia (Brno)           | Henk van Kessel      | Kent Andersson   | Walter Villa      |                  | Phil Read         | Werner Schwärzel Karl-Heinz Kleis  |
| 8 settembre Resoconto  | GP di Jugoslavia (Abbazia)            | Henk van Kessel      | Kent Andersson   | Chas Mortimer     | Giacomo Agostini |                   |                                    |
| 22 settembre Resoconto | GP di Spagna (Montjuïc)               | Henk van Kessel      | Benjamín Grau    | John Dodds        | Víctor Palomo    |                   |                                    |

## Sistema di punteggio e legenda
| Pos.  | 1  | 2  | 3  | 4 | 5 | 6 | 7 | 8 | 9 | 10 | 11> |
| ----- | -- | -- | -- | - | - | - | - | - | - | -- | --- |
| Punti | 15 | 12 | 10 | 8 | 6 | 5 | 4 | 3 | 2 | 1  | 0   |

## Le classi

### Classe 500

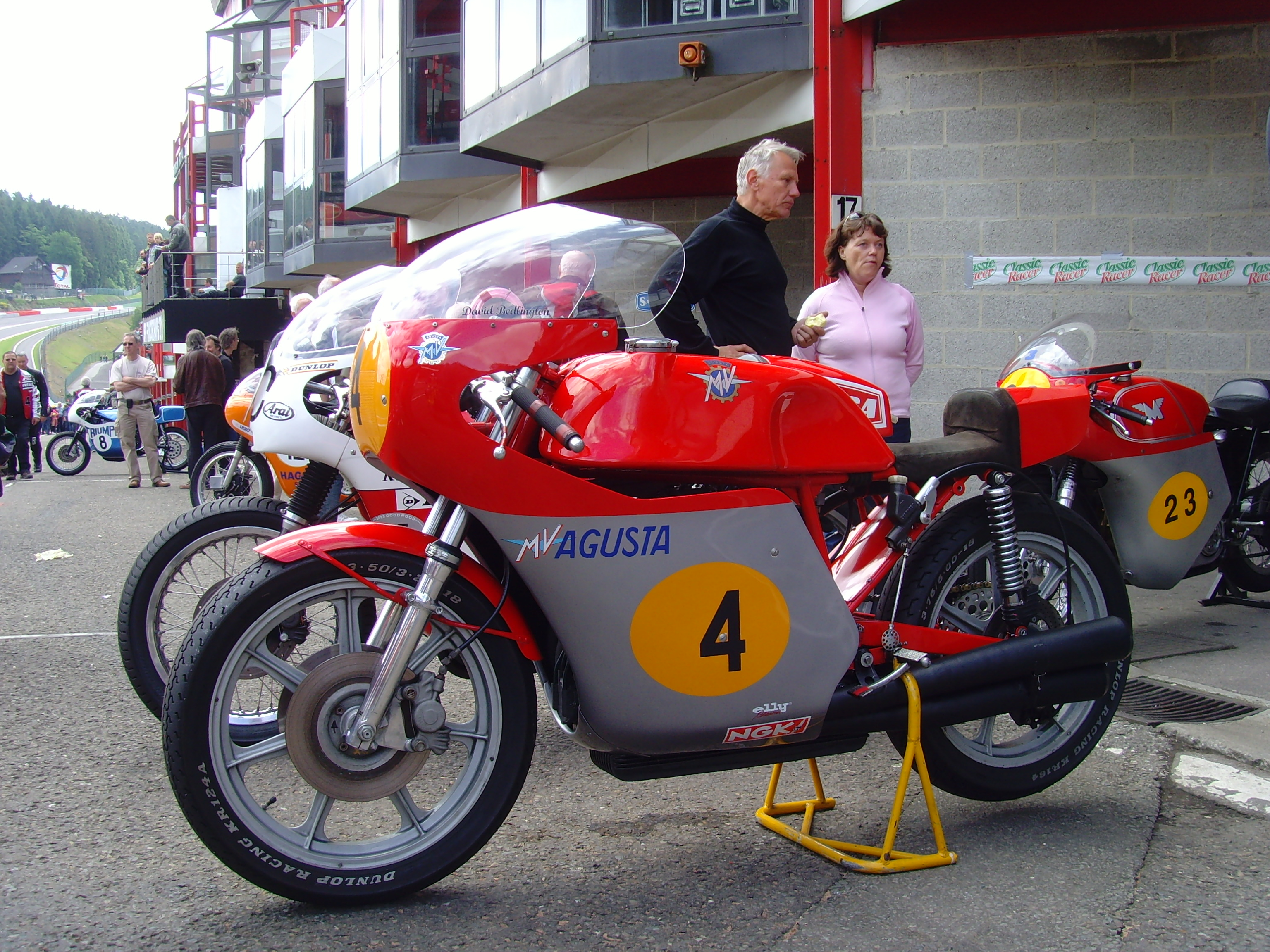
La MV Agusta 500 del 1974.

In occasione del boicottaggio del Gran Premio motociclistico di Germania solo 7 piloti presero il via e di questi solamente 4 giunsero al traguardo. In ogni caso anche nel Gran Premio motociclistico delle Nazioni non vennero assegnati tutti i punti a disposizione visto che furono solo 9 i piloti che tagliarono il traguardo.
Come già in precedenza il Tourist Trophy vide al via numerosi piloti, ma si trattava perlopiù di piloti locali visto che quasi tutte le squadre ufficiali boicottarono l'evento a causa della sua pericolosità.
Le vittorie nelle 10 prove previste andarono per metà a piloti ufficiali della MV Agusta (4 al vincitore del titolo iridato Phil Read e una a Gianfranco Bonera) e tre ai piloti ufficiali Yamaha (2 a Giacomo Agostini e una a Teuvo Länsivuori).

Classifica piloti (prime 5 posizioni)
| Pos. | Pilota            | Moto      |     |  |     |     |     |     |     |     |   |   |    |    | P.ti    |
| ---- | ----------------- | --------- | --- |  | --- | --- | --- | --- | --- | --- | - | - | -- | -- | ------- |
| 1    | Phil Read         | MV Agusta | 1   |  | Rit | 3   |     | 3   | 1   | 2   | 1 | 1 | NE | NE | 82 (92) |
| 2    | Gianfranco Bonera | MV Agusta | 3   |  | 2   | 1   |     | 4   | 10  | 4   | 2 | 2 | NE | NE | 69 (78) |
| 3    | Teuvo Länsivuori  | Yamaha    | 4   |  | Rit | 2   |     | 2   | Rit | 1   | 3 | 3 | NE | NE | 67      |
| 4    | Giacomo Agostini  | Yamaha    | Rit |  | 1   | Rit |     | 1   | 2   | Rit |   | 6 | NE | NE | 47      |
| 5    | Jack Findlay      | Suzuki    | 12  |  | 4   | 4   | Rit | Rit | 5   | Rit | 4 | 7 | NE | NE | 34      |
| Pos. | Pilota            | Moto      |     |  |     |     |     |     |     |     |   |   |    |    | P.ti    |

| Legenda                                                                        | 1º posto        | 2º posto        | 3º posto | A punti      | Senza punti        | Grassetto=Pole position Corsivo=Giro più veloce |
| Legenda                                                                        | Gara non valida | Non qualificato | Ritirato | Squalificato | "-" Dato non disp. | Grassetto=Pole position Corsivo=Giro più veloce |
| Fonte dei dati: motogp.com, racingmemo.free.fr, autosport.com, jumpingjack.nl. |                 |                 |          |              |                    |                                                 |

### Classe 350
Con il disimpegno della MV Agusta da questa categoria restarono solo due Harley-Davidson affidare a Michel Rougerie e Walter Villa a contrastare un nugolo di piloti che disponevano di veicoli motorizzati Yamaha; alle spalle di Giacomo Agostini per la settima volta consecutiva iridato, si piazzarono Dieter Braun (vincitore l'anno precedente del titolo della classe 250) e Patrick Pons; la migliore Harley si classificò solo settima.
Per il boicottaggio avvenuto nel GP di Germania solo 9 piloti furono classificati al traguardo con la vittoria che andò a Helmut Kassner, figlio d'arte che ottenne le uniche sue due vittorie in carriera proprio in questa giornata con l'accoppiata classe 350/classe250.
Classifica piloti (prime 5 posizioni)
| Pos. | Pilota           | Moto          |    |   |     |     |     |     |    |     |     |    |   |     | P.ti |
| ---- | ---------------- | ------------- | -- | - | --- | --- | --- | --- | -- | --- | --- | -- | - | --- | ---- |
| 1    | Giacomo Agostini | Yamaha        | 1  | - | 1   | 1   |     | 1   | NE | INF |     | NE | 1 | Rit | 75   |
| 2    | Dieter Braun     | Yamaha        | -  | - | 3   | -   |     | 2   | NE | 4   | 3   | NE | 3 | 2   | 62   |
| 3    | Patrick Pons     | Yamaha        | 4  | - | 4   | Rit |     | 3   | NE | 2   | 10  | NE | 4 | -   | 47   |
| 4    | John Dodds       | Yamaha        | 10 | - | Rit | -   |     | Rit | NE | 8   | 1   | NE | 2 | Rit | 31   |
| 5    | Chas Mortimer    | Maxton-Yamaha | -  | - | 2   | 5   | Rit | Rit | NE | 6   | Rit | NE | - | 5   | 29   |
| Pos. | Pilota           | Moto          |    |   |     |     |     |     |    |     |     |    |   |     | P.ti |

| Legenda                                                                        | 1º posto        | 2º posto        | 3º posto | A punti      | Senza punti        | Grassetto=Pole position Corsivo=Giro più veloce |
| Legenda                                                                        | Gara non valida | Non qualificato | Ritirato | Squalificato | "-" Dato non disp. | Grassetto=Pole position Corsivo=Giro più veloce |
| Fonte dei dati: motogp.com, racingmemo.free.fr, autosport.com, jumpingjack.nl. |                 |                 |          |              |                    |                                                 |

### Classe 250
Diversamente che nella categoria superiore, in 250 le Harley-Davidson si rivelarono maggiormente competitive, tanto che il titolo iridato fu di Walter Villa; Villa riuscì ad ottenere 4 vittorie sulle 10 prove in calendario.
Anche in questa categoria il Gran Premio motociclistico di Germania fu boicottato dalla maggior parte dei piloti di punta a causa della pericolosità del circuito nelle condizioni di maltempo di quel giorno e anche il Tourist Trophy fu disertato, sempre per motivi di pericolosità.
Curiosamente alle spalle del pilota vincitore si piazzarono gli stessi due piloti che avevano occupato le stesse posizioni in classe 350, Dieter Braun e Patrick Pons.
La 250 vide esordire un promettente pilota statunitense, Kenny Roberts, terzo ad Assen.

Classifica piloti (prime 5 posizioni)
| Pos. | Pilota            | Moto            |    |   |    |   |  |     |   |   |     |   |     |     | P.ti |
| ---- | ----------------- | --------------- | -- | - | -- | - |  | --- | - | - | --- | - | --- | --- | ---- |
| 1    | Walter Villa      | Harley-Davidson | NE | - | NE | 1 |  | 1   | 6 | 2 | 1   | 1 | Rit | -   | 77   |
| 2    | Dieter Braun      | Yamaha          | NE | - | NE | - |  | Rit | 2 | 5 | 3   | 3 | 3   | 3   | 58   |
| 3    | Patrick Pons      | Yamaha          | NE | - | NE | 3 |  | 4   | 7 | 3 | Rit | 5 | 2   | 15  | 50   |
| 4    | Takazumi Katayama | Yamaha          | NE |   | NE |   |  | Rit | 3 | 1 | 5   | 2 | Rit | Rit | 43   |
| 5    | Bruno Kneubühler  | Yamaha          | NE | - | NE | 2 |  | 2   | - | - | 8   | 4 | Rit | 4   | 43   |
| Pos. | Pilota            | Moto            |    |   |    |   |  |     |   |   |     |   |     |     | P.ti |

| Legenda                                                                        | 1º posto        | 2º posto        | 3º posto | A punti      | Senza punti        | Grassetto=Pole position Corsivo=Giro più veloce |
| Legenda                                                                        | Gara non valida | Non qualificato | Ritirato | Squalificato | "-" Dato non disp. | Grassetto=Pole position Corsivo=Giro più veloce |
| Fonte dei dati: motogp.com, racingmemo.free.fr, autosport.com, jumpingjack.nl. |                 |                 |          |              |                    |                                                 |

### Classe 125
Nella ottavo di litro il pilota svedese Kent Andersson riuscì a ripetersi, bissando il titolo dell'anno precedente e sopravanzando in classifica Bruno Kneubühler e Ángel Nieto.
Otello Buscherini giunse quarto ma avrebbe potuto essere secondo, se, dopo aver tagliato per primo il traguardo, non fosse stato squalificato nella penultima gara del campionato in Jugoslavia per irregolarità tecniche della sua Malanca.
Classifica piloti (prime 5 posizioni)
| Pos. | Pilota            | Moto        |     |   |    |     |    |     |   |     |    |     |    |     | P.ti     |
| ---- | ----------------- | ----------- | --- | - | -- | --- | -- | --- | - | --- | -- | --- | -- | --- | -------- |
| 1    | Kent Andersson    | Yamaha      | 1   | - | 1  | 2   | NE | 3   | 2 | 1   | NE | 1   | 1  | 4   | 87 (117) |
| 2    | Bruno Kneubühler  | Yamaha      | 2   | - | NP | Rit | NE | 1   | 3 | 3   | NE | 5   | 6  | 3   | 63 (68)  |
| 3    | Ángel Nieto       | Derbi       | Rit | - | 2  | 1   | NE | Rit | 1 | Rit | NE | 16  | 2  | 5   | 60       |
| 4    | Otello Buscherini | Malanca     | 3   | - | 3  | Rit | NE | 2   | 5 | Rit | NE | 3   | SQ | 2   | 60       |
| 5    | Henk van Kessel   | Bridgestone | -   | - | 4  | Rit | NE | Rit | - | 2   | NE | Rit | 3  | Rit | 30       |
| Pos. | Pilota            | Moto        |     |   |    |     |    |     |   |     |    |     |    |     | P.ti     |

| Legenda                                                                        | 1º posto        | 2º posto        | 3º posto | A punti      | Senza punti        | Grassetto=Pole position Corsivo=Giro più veloce |
| Legenda                                                                        | Gara non valida | Non qualificato | Ritirato | Squalificato | "-" Dato non disp. | Grassetto=Pole position Corsivo=Giro più veloce |
| Fonte dei dati: motogp.com, racingmemo.free.fr, autosport.com, jumpingjack.nl. |                 |                 |          |              |                    |                                                 |

### Classe 50
Con il ritiro dalle gare del campione in carica Jan de Vries il testimone nella classifica delle minore cilindrata passò ad un altro pilota olandese, Henk van Kessel.
Sia il vincitore del titolo che i suoi primi 5 inseguitori erano equipaggiati di moto Kreidler.
Classifica piloti (prime 5 posizioni)
| Pos. | Pilota               | Moto     |   |   |    |   |    |    |   |   |     |   |   |   | P.ti     |
| ---- | -------------------- | -------- | - | - | -- | - | -- | -- | - | - | --- | - | - | - | -------- |
| 1    | Henk van Kessel      | Kreidler | 1 | - | NE | 1 | NE | 2  | 2 | 1 | Rit | 1 | 1 | 1 | 90 (114) |
| 2    | Herbert Rittberger   | Kreidler | 4 | - | NE | - | NE | 1  | 8 | 2 | Rit | 5 | 2 | 2 | 65 (68)  |
| 3    | Juliaan Vanzeebroeck | Kreidler | - | - | NE | 7 | NE | 16 | 4 | 3 | 1   | 2 | 9 | 3 | 59 (61)  |
| 4    | Gerhard Thurow       | Kreidler | - | - | NE | - | NE | 12 | 1 | 4 | 4   | 3 | 4 | 4 | 57       |
| 5    | Rudolf Kunz          | Kreidler | 2 | - | NE | - | NE | 4  | 3 | 7 | 2   | 7 | 5 | 7 | 52 (60)  |
| Pos. | Pilota               | Moto     |   |   |    |   |    |    |   |   |     |   |   |   | P.ti     |

| Legenda                                                                        | 1º posto        | 2º posto        | 3º posto | A punti      | Senza punti        | Grassetto=Pole position Corsivo=Giro più veloce |
| Legenda                                                                        | Gara non valida | Non qualificato | Ritirato | Squalificato | "-" Dato non disp. | Grassetto=Pole position Corsivo=Giro più veloce |
| Fonte dei dati: motogp.com, racingmemo.free.fr, autosport.com, jumpingjack.nl. |                 |                 |          |              |                    |                                                 |

### Classe sidecar
I sidecar, che furono tra l'altro l'unica categoria a non essere particolarmente coinvolta nel boicottaggio del Gran Premio motociclistico di Germania (anche a causa del fatto che la maggior parte dei partecipanti era di quella nazionalità), gareggiarono su 8 prove e ciascuno dei primi tre equipaggi in classifica se ne aggiudicò due.
La vittoria finale andò come l'anno precedente all'equipaggio tedesco Klaus Enders/Ralf Engelhardt.
Classifica equipaggi (prime 5 posizioni)
| Pos. | Pilota                                     | Moto        |    |   |     |     |     |   |     |    |    |   |    |    | P.ti    |
| ---- | ------------------------------------------ | ----------- | -- | - | --- | --- | --- | - | --- | -- | -- | - | -- | -- | ------- |
| 1    | Klaus Enders/Ralf Engelhardt               | Busch-BMW   | NQ | 2 | Rit | 1   | Rit | 1 | 2   | NE | NE | 2 | NE | NE | 66      |
| 2    | Werner Schwärzel/ Karl-Heinz Kleis         | König       | 2  | 1 | 2   | Rit |     | 5 | 3   | NE | NE | 1 | NE | NE | 64 (70) |
| 3    | Siegfried Schauzu/Wolfgang Kalauch         | Busch/BMW   | 1  | 3 | 1   | 4   | 9   | 3 | Rit | NE | NE | 3 | NE | NE | 60 (70) |
| 4    | Rolf Steinhausen/Karl Scheurer-Josef Huber | Busch-König | -  | 4 | -   | 3   | Rit | 2 | 1   | NE | NE | - | NE | NE | 45      |
| 5    | Heinz Luthringshauser /Hermann Hahn        | Busch-BMW   | 6  | - | 3   | 5   | 1   | 4 | 5   | NE | NE | - | NE | NE | 45 (50) |
| Pos. | Pilota                                     | Moto        |    |   |     |     |     |   |     |    |    |   |    |    | P.ti    |

| Legenda                                                                        | 1º posto        | 2º posto        | 3º posto | A punti      | Senza punti        | Grassetto=Pole position Corsivo=Giro più veloce |
| Legenda                                                                        | Gara non valida | Non qualificato | Ritirato | Squalificato | "-" Dato non disp. | Grassetto=Pole position Corsivo=Giro più veloce |
| Fonte dei dati: motogp.com, racingmemo.free.fr, autosport.com, jumpingjack.nl. |                 |                 |          |              |                    |                                                 |